# Madame Hooch
Madame Hooch (Engels: Madam Hooch) is een personage uit de Harry Potterboekenreeks van J.K. Rowling. Ze is vlieglerares en Zwerkbalscheidsrechter op Zweinsteins Hogeschool voor Hekserij en Hocus-Pocus tijdens de wedstrijden om de Zwerkbalcup. Ze heeft kortgeknipt, grijs stekelhaar, opvallend gele ogen en Harry's eerste indruk van haar was dat ze wel wat weg had van een Havik.
In de boeken en de films heeft Madame Hooch geen voornaam. Op de ruil-kaarten van Harry Potter wordt "Rolanda" als voornaam vermeld, op de Internet Movie Database echter wordt "Xiomara" als haar voornaam gegeven. J.K. Rowling geeft er geen uitsluitsel over.
In Harry Potter en de Steen der Wijzen wordt de rol vertolkt door Zoë Wanamaker. In het tweede boek, Harry Potter en de Geheime Kamer, komt Madame Hooch wel voor, in de film echter niet, omdat Wanamaker maar voor één film getekend had.